# ساندور توتکا
ساندور توتکا (مجاری: Sándor Tótka؛ زادهٔ ۲۷ ژوئیهٔ ۱۹۹۴) قایقران کانو اهل مجارستان است.
وی در مسابقات کشوری و بین‌المللی در مجموع برندهٔ ۸ مدال طلا، ۱ مدال نقره، ۳ مدال برنز شده‌است.